# Alvar Aalto
Hugo Alvar Henrik Aalto, född 3 februari 1898 i Kuortane i Finland, död 11 maj 1976 i Helsingfors, var en finländsk arkitekt och formgivare. Alvar Aalto var banbrytande inom modern arkitektur.
Böljande linjer, fönsterlösa tegelmurar, rytmiskt strukturerade glasfasader, landskaps- och materialförankring kännetecknar Aaltos arkitektur. Han tog senare avstånd från funktionalismen, från att först ha uppfostrats av den. Under en lång karriär kom Aalto att rita en rad olika typer av hus: privata bostäder, sommarstugor, bostadsområden, industrier, kulturhus och även skapa centrumbildningar och stadsplaner. Det mesta av hans arkitektur var nydanande och innovativt.
Bland hans mest kända skapelser kan nämnas Villa Mairea i Norrmark, kongressbyggnaden Finlandiahuset i Helsingfors, sanatoriet i Pemar och Aaltocentrum i Seinäjoki.

## Biografi
Alvar Aalto föddes i Kuortane i Österbotten, men växte från fem års ålder upp i Alajärvi och senare i Jyväskylä. Han var son till lantmäteriingenjören Johan Henrik Aalto, som hade finska som modersmål, och till Selma (Selly) Mathilda (född Hackstedt), som var svenskspråkig. Aalto talade således även svenska flytande. 1916 började Aalto studera på Helsingfors tekniska högskola där hans lärare var Armas Lindgren, Usko Nyström och Carolus Lindberg. Studierna avbröts av inbördeskriget där Aalto stred i den vita armén. Han återupptog sedan arkitekturstudierna och avlade examen 1921. År 1924 gifte han sig med sin första hustru Aino Marsio. Alvar och Aino Aalto köpte 1934 en tomt i stadsdelen Munksnäs, utanför Helsingfors. Området, som idag är en tätt bebyggd stadsdel, var då glest bebyggd med äldre villor på en malmgårds mark. Villan på Rievägen 20 är idag museum.

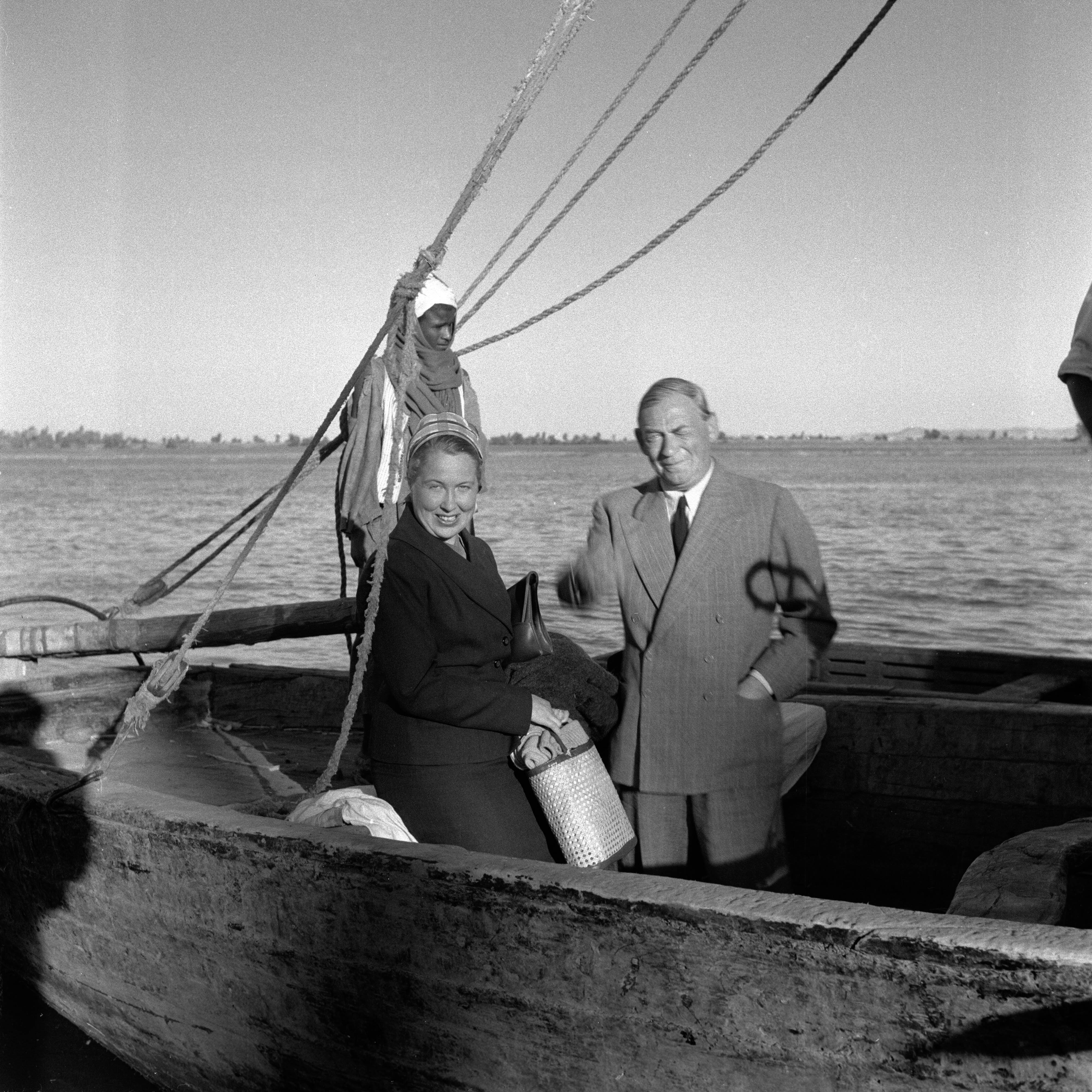
Alvar och Elissa Aalto i segelbåt 1954, bild tagen av författare Göran Schildt

Han var gift första gången med arkitekten Aino Marsio och senare med arkitekten Elissa Mäkiniemi. Med Aino fick han en dotter och en son.
Det moderna Alajärvis stadscentrum är en skapelse av Aalto, och omfattar stadshus, vårdcentral, bibliotek, församlingshem och ungdomsgård.

### Genombrott inom funktionalismen

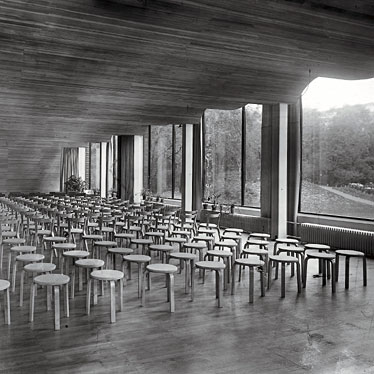
Interiörbild från Viborgs bibliotek.

Aalto inledde sin karriär i hemstaden Jyväskylä där han öppnade sitt eget arkitektkontor. Som hans genombrottsarbeten räknas Jyväskylä Arbetareförenings hus (1924) och tävlingsframgången Skyddskårens hus i Seinäjoki (1926-1929). Till andra tidiga projekt hör Järnvägsarbetarnas bostadshus i Jyväskylä (1926), Muurame kyrka (1926–1929) och tjänstemannabostäder för Oy Wilh. Schauman Ab i Joensuu (1927). Aalto flyttade sedan till Åbo och fick där sitt genombrott som funktionalistisk arkitekt. Han fick i uppdrag att tillsammans med Erik Bryggman skapa Åbo stads jubileumsutställning i samband med 700-årsfirandet 1929. Han ritade Turun Sanomats hus (1930) och Pemars sanatorium (1933) i Åbo och Viborgs bibliotek (1935) som ledde fram till genombrottet som arkitekt. Aalto fick uppdraget att rita Pemars sanatorium efter att han vunnit en arkitekturtävling för projektet, som hölls 1929. Byggnaden stod färdig 1932 och hyllades både i Finland och utomlands. Den anses allmänt som en av hans mest betydelsefulla tidiga verk. Aalto ritade och formgav allt i Viborgs bibliotek, från exteriör till interiör och möbler. Mycket trämaterial användes. Designen är starkt påverkad av nordisk klassicism, och har jämförts med Stockholms stadsbibliotek, som ritades av Gunnar Asplund och färdigställdes ungefär samtidigt som Viborgs bibliotek ritades. Aalto hade ett brett kontaktnät i Sverige och var bland annat vän med Sven Markelius som introducerade honom i CIAM och sedermera även med Gunnar Asplund.
År 1933 flyttade han och familjen till Helsingfors där det fanns bättre möjligheter att få uppdrag. Aalto blev styrelsemedlem i Finlands Arkitektförbund 1935. Makarna Aalto startade tillsammans med Maire Gullichsen och Nils-Gustav Hahl inredningsfirman Artek 1935, för försäljning av deras möbler, textilier, glas, med mera. Mycket av den tidiga framgången byggde på L-benet, patenterat 1933 och använt i Aaltos inredning av Viborgs bibliotek. I finländska paviljongen på världsutställningen i Paris 1937 fick L-benet internationell spridning. Aalto är även berömd för sin glasformgivning, till exempel vasen Savoy.

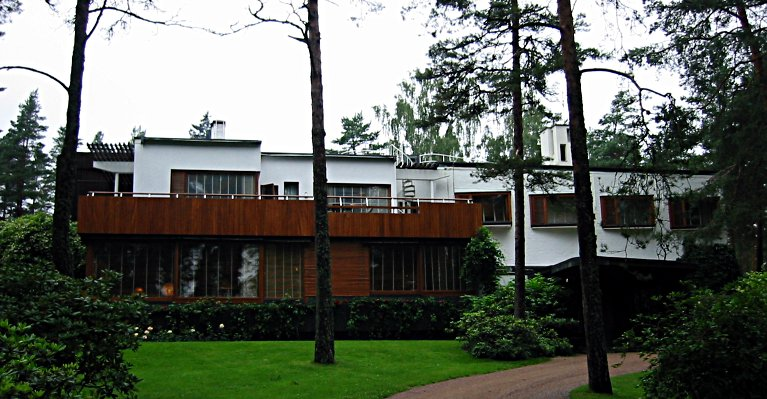
Villa Mairea i Norrmark, Björneborg

Bekantskapen med Harry och Maire Gullichsen som var delägare till pappersindustrin A. Ahlström Ab, fick stor betydelse för Aaltos utveckling och karriär. Harry Gullichsen hade ett stort intresse för modernistisk arkitektur. På 1930-talet ritade Aalto flera byggnader för A. Ahlström Ab runt omkring i Finland. Förutom Villa Mairea i Norrmark (1938–1940) gav makarna Gullichsen uppdraget att utforma stadsplaner och rita arbetarbostäder för bruksorterna Varkaus och Kauttua där familjens företag hade verksamhet. 
Det var också Harry Gullichsen som drev på att Aalto fick uppdraget att utforma Sunila pappersmassafabrik i Bärnäs i Karhula och skapa stadsplanen för bostadsområdet (1936–1954). Han kunde förverkliga sin vision om en human miljö då fabriken och det tillhörande bostadsområdet byggdes på obebyggd mark. Fabriksbyggnaderna placerades på en ö och på grund av fabriksprocesserna kunde Aalto inte påverka deras grundplan värst mycket. Han kunde däremot påverka fasaderna som byggdes i rödtegel varvat med betong. Fabriken togs i bruk år 1938. Bostadsområdet utformades som en lös solfjäder på fastlandet. De terrasserade husen planerades så att de lätt smälte in i miljön. Aalto planerade det lilla samhället att vara självförsörjande varför ett värmeverk, två butiker och en busstation byggdes. Det revolutionerande var att olika sociala klasser placerades att bo bredvid varandra. De sociala skillnaderna kunde endast ses i själva byggnaderna. Via Gullichsen fick också Aalto uppdraget att göra Finlands första regionplan. I och med detta kom Aalto att få mångåriga och omfattande uppdrag av Enso-Gutzeit.
Aalto ritade Finlands paviljong på världsutställningen i New York 1939. Aalto fick nu erbjudanden från utlandet och blev gästprofessor vid Massachusetts Institute of Technology i USA. Under tiden på MIT ritade han även studenthuset Baker House som stod klart 1948. Byggnaden inledde en period av rött tegel som fasadmaterial i Aaltos verk. Aaltos verksamhet i utlandet var inte oproblematisk. Flera projekt mötte Initialt gillande och stor entusiasm men genomfördes inte. Detta berodde dels på olika byggtraditioner men också Aaltos vilja att genomföra projekten på sitt eget sätt. Aaltos verk utanför Finland finns framförallt i Tyskland där han skapade byggnader i bland annat Wolfsburg och Essen.

### Blomstringsperiod efter kriget

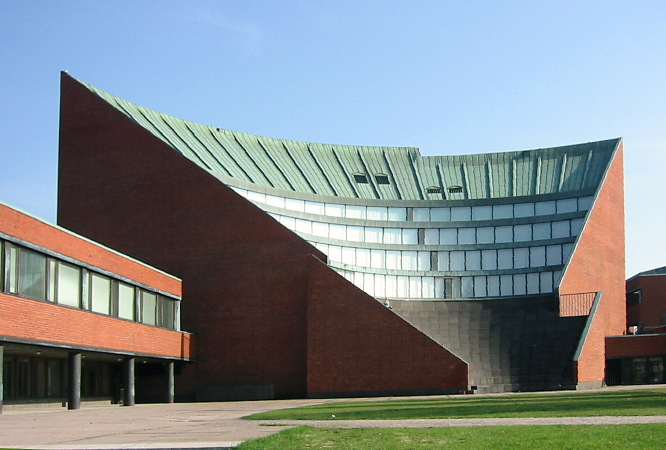
Huvudbyggnaden i Helsingfors tekniska högskola i Otnäs, Esbo

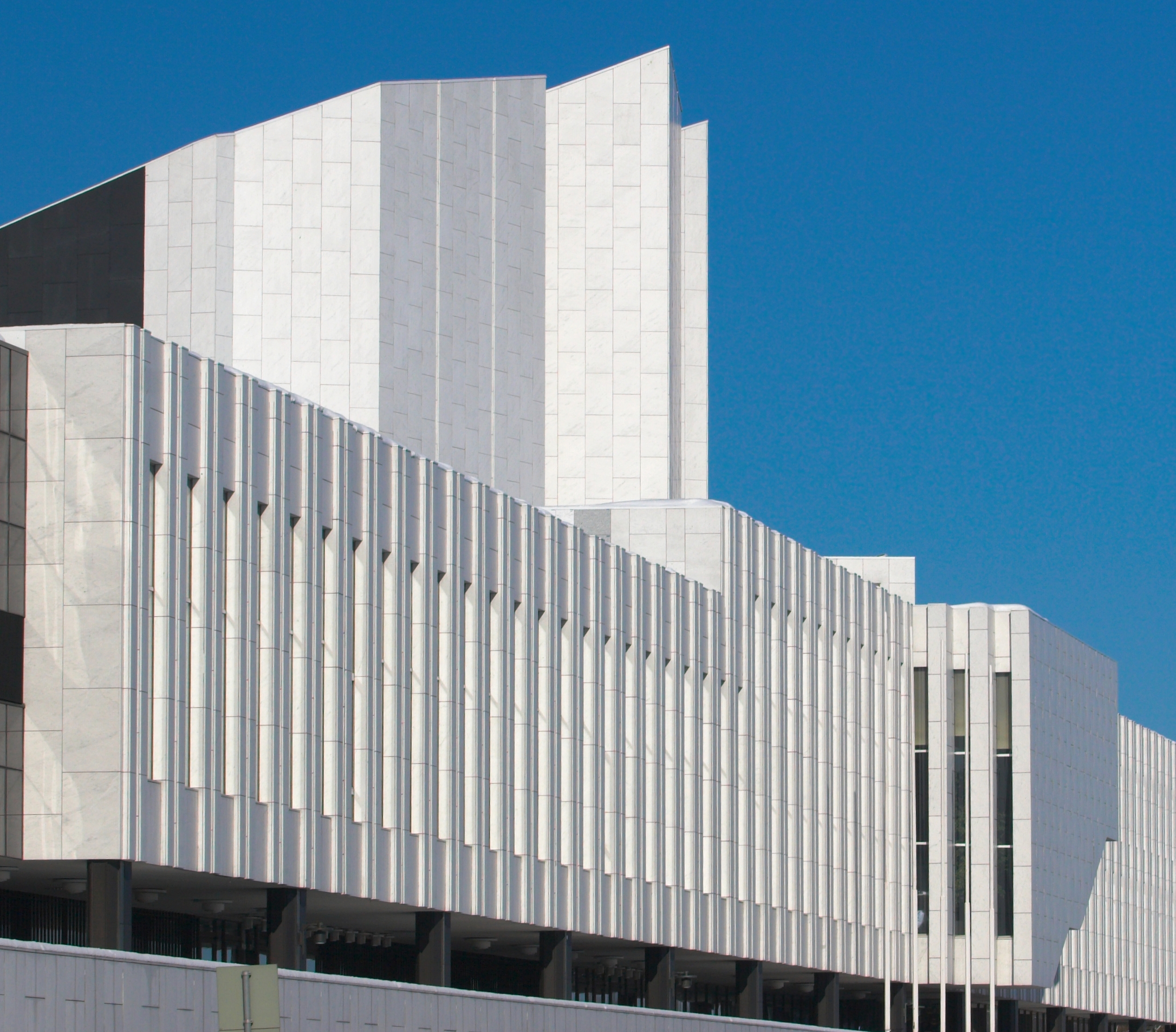
Finlandiahuset

Aalto upplevde under 1950-talet en ny blomstringsperiod där han skapade flera av sina stora verk som Seinäjokis kommuncentrum (Aaltocentrum) och Helsingfors tekniska högskola i Esbo. I Seinäjokis kommuncentrum ingår kyrka, stadshus, bibliotek, teater och polishus. Aalto ritade flera utmärkande byggnader i efterkrigstidens Helsingfors: Enso-Gutzeits huvudkontor (1959–1962), Akademiska bokhandeln (1969) Elhuset (1970-1973), Folkpensionsanstaltens huvudkontor, Kulturhuset och Finlandiahuset (1962–1971). Aalto ritade även en stadsplan för Helsingfors men den – med undantag för Finlandiahuset i Tölöviken och ett kontorshus vid Kampen – realiserades inte. I Aaltos plan skulle Tölöviken bebyggas med konserthus, arkitekturmuseet och Finlands akademis huvudkontor och in mot Kampen skulle höga kontorshus byggas.
Alvar Aalto blev 1955 ledamot av Finlands Akademi. Han deltog 1957 i Interbau i Västberlin.
I Sverige har han ritat tre uppförda byggnader: Västmanlands-Dala Nations hus vid Sysslomansgatan i Uppsala, en utställningspaviljong i Hedemora samt ett kombinerat affärs- och bostadshus med fasad i mörkblått kakel i Avesta. Aaltohuset renoverades och dess paradvåning återställdes till originalskick år 2005.
I Tyskland märks bland annat Alvar-Aalto-Kulturhaus i Wolfsburg som, blev färdigt 1962.
Många samtida arkitekter har inspirerats av Aalto, till exempel Frank Gehry och SANAA.
1952 gifte han sig med sin andra fru Elissa Mäkiniemi. Makarna hade ett tätt samarbete och efter Alvar Aaltos död 1976 tog hon sig an uppgiften att slutföra ett antal av honom påbörjade projekt, däribland Jyväskylä universitet, museet Kunsten i Aalborg, Maison Louis Carré i Bazoches-sur-Guyonne och Aalto-Theater i Essen. Hon engagerade sig även i renoverings- och underhållsarbeten i Alvar Aaltos byggnader; exempelvis förhindrade hon Helsingfors stad från att ersätta marmorn på Finlandiahusets fasad med granit. År 1992 tog hon, tillsammans med finska Miljöministeriet, initiativ till bildandet av en kommitté för restaurering av Viborgs bibliotek.
Han ligger begraven på Sandudds begravningsplats i Helsingfors.

## Eftermäle
Alvar Aalto var en av gästerna på Göran Schildts segelbåt Daphne och deras livslånga vänskap låg till grund för Schildts huvudverk, den tredelade biografin över Aalto: Det vita bordet (1982), Moderna tider (1985) och Den mänskliga faktorn (1990).
Aalto-universitetet inledde sin verksamhet 1 januari 2010 och bildades genom att tre existerande högskolor – Helsingfors handelshögskola, Konstindustriella högskolan och Tekniska högskolan – gick samman.
År 2021 var Aaltos arkitektur med på förslagslistan över möjliga objekt till Unescos världsarvslista.

## Verk i urval
- 1929: Muurame kyrka
- 1930: Turun Sanomat, Åbo
- 1932: Pemars sanatorium
- 1932–1933: Villa Tammekann, Tartu
- 1933 – 1935: Viborgs bibliotek

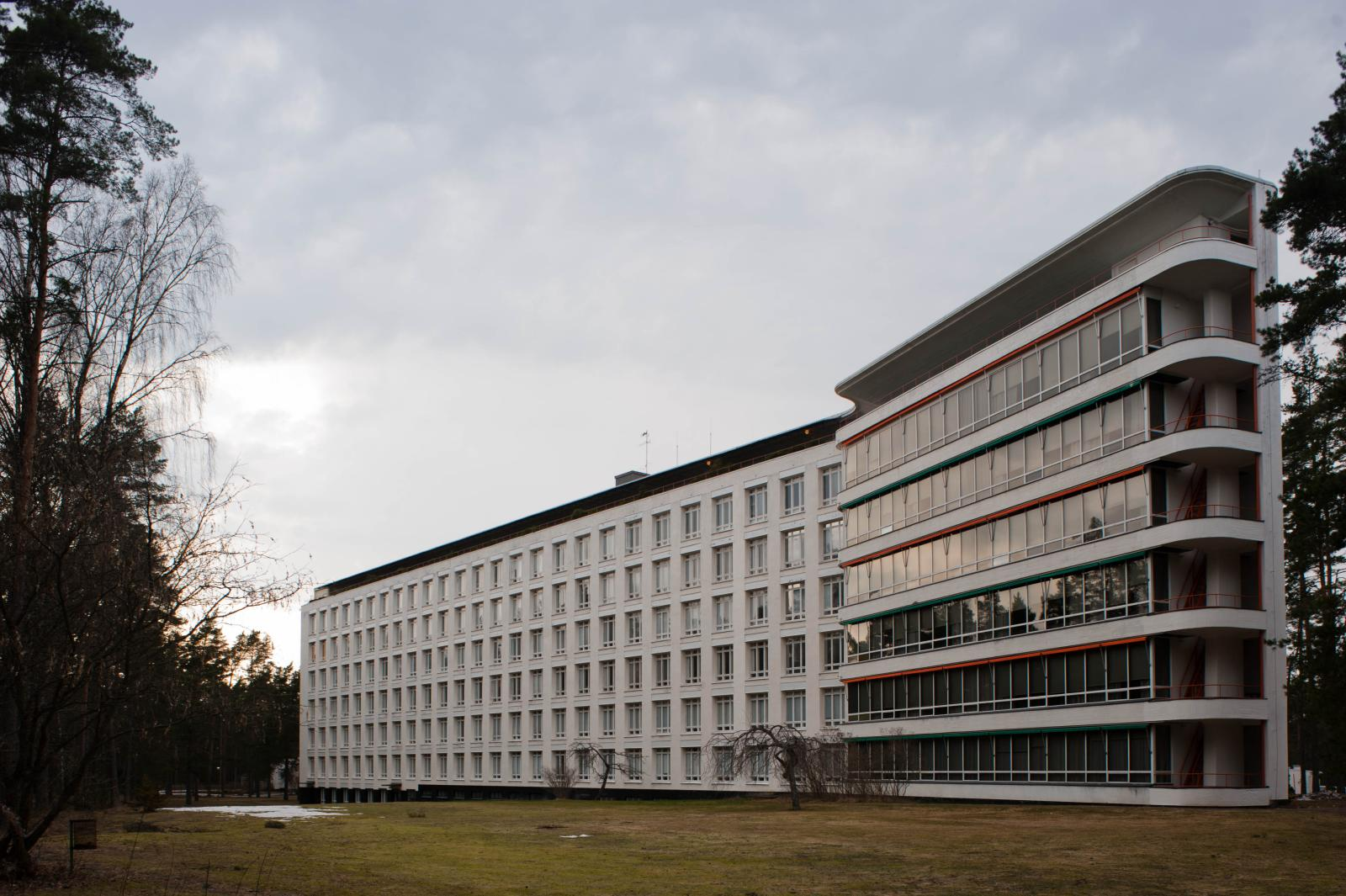
Pemars sanatorium

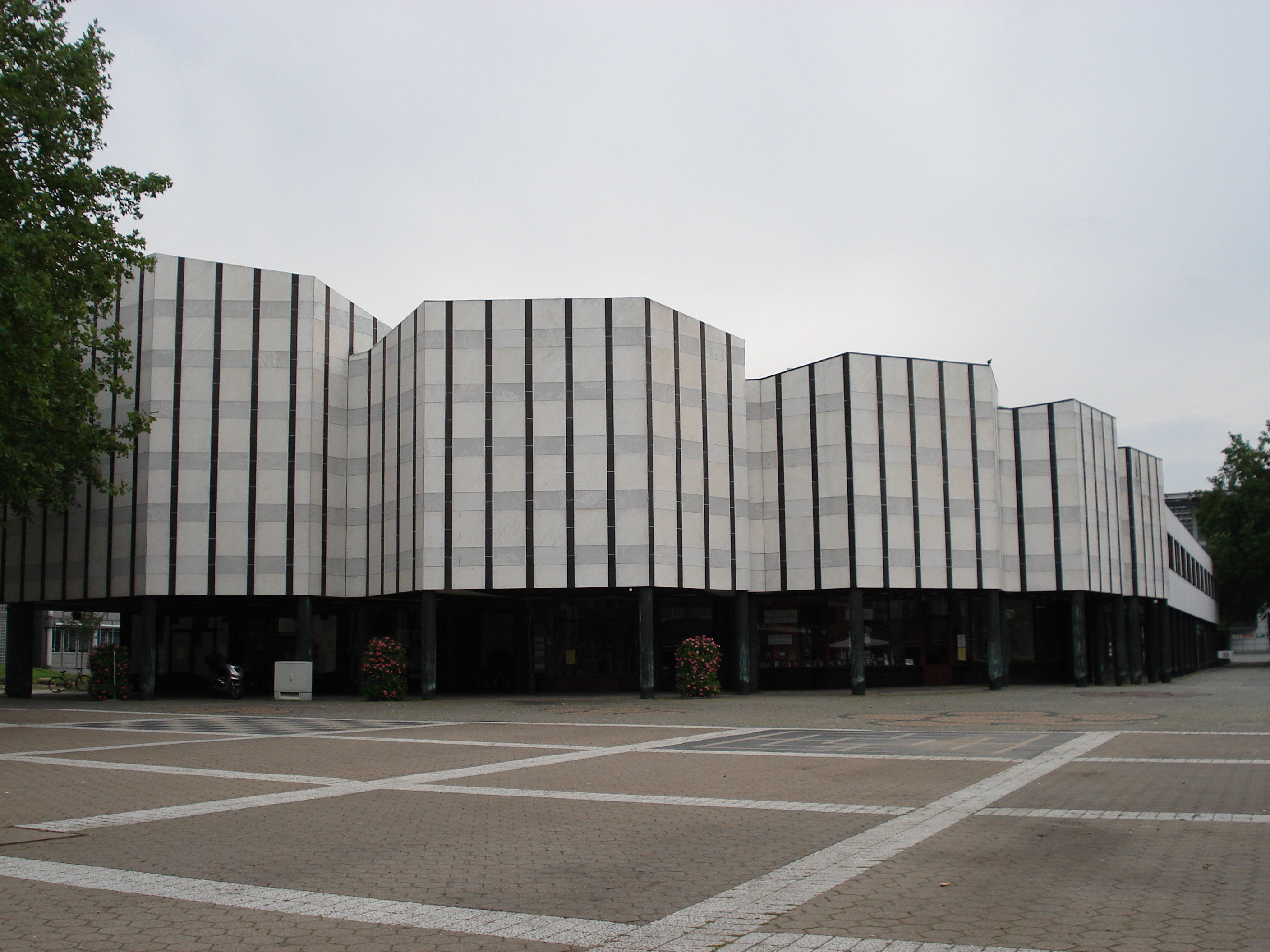
Alvar-Aalto-Kulturhaus i Wolfsburg

- 1937: Finlands paviljong på världsutställningen 1937 i Paris
- 1937 – 1939: Villa Mairea, Norrmark
- 1939: Finlands paviljong på världsutställningen New York World's Fair
- 1947 – 1948: Baker House, Massachusetts Institute of Technology, Cambridge, Massachusetts
- 1949 – 1966: Helsingfors tekniska högskola, Esbo
- 1955–1958: Kulturhuset, Helsingfors
- 1958 – 1987: Seinäjokis kommuncentrum (Aaltocentrum)
- 1958 – 1962: Alvar-Aalto-Kulturhaus, Wolfsburg
- 1959 – 1962: Enso-Gutzeits huvudkontor, Helsingfors
- 1962: Akademiska bokhandeln i Helsingfors
- Folkpensionsanstaltens huvudkontor i Helsingfors
- 1962: Aaltohuset, tidigare Sundh Center, Avesta
- 1962: Aalto-Hochhaus, Bremen
- Jyväskylä universitet, Jyväskylä
- 1965: Regionbiblioteket, Rovaniemi
- 1962 – 1971: Finlandiahuset, Helsingfors
- 1963 – 1965: Västmanlands-Dala nation, Uppsala
- 1965 – 1968: Nordens hus, Reykjavík
- 1970: Mount Angel Abbey Library, Mt. Angel, Oregon
- 1970-1973: Elhuset, Helsingfors
- 1959 – 1988: Aalto-Theater, Essen

## Fotogalleri

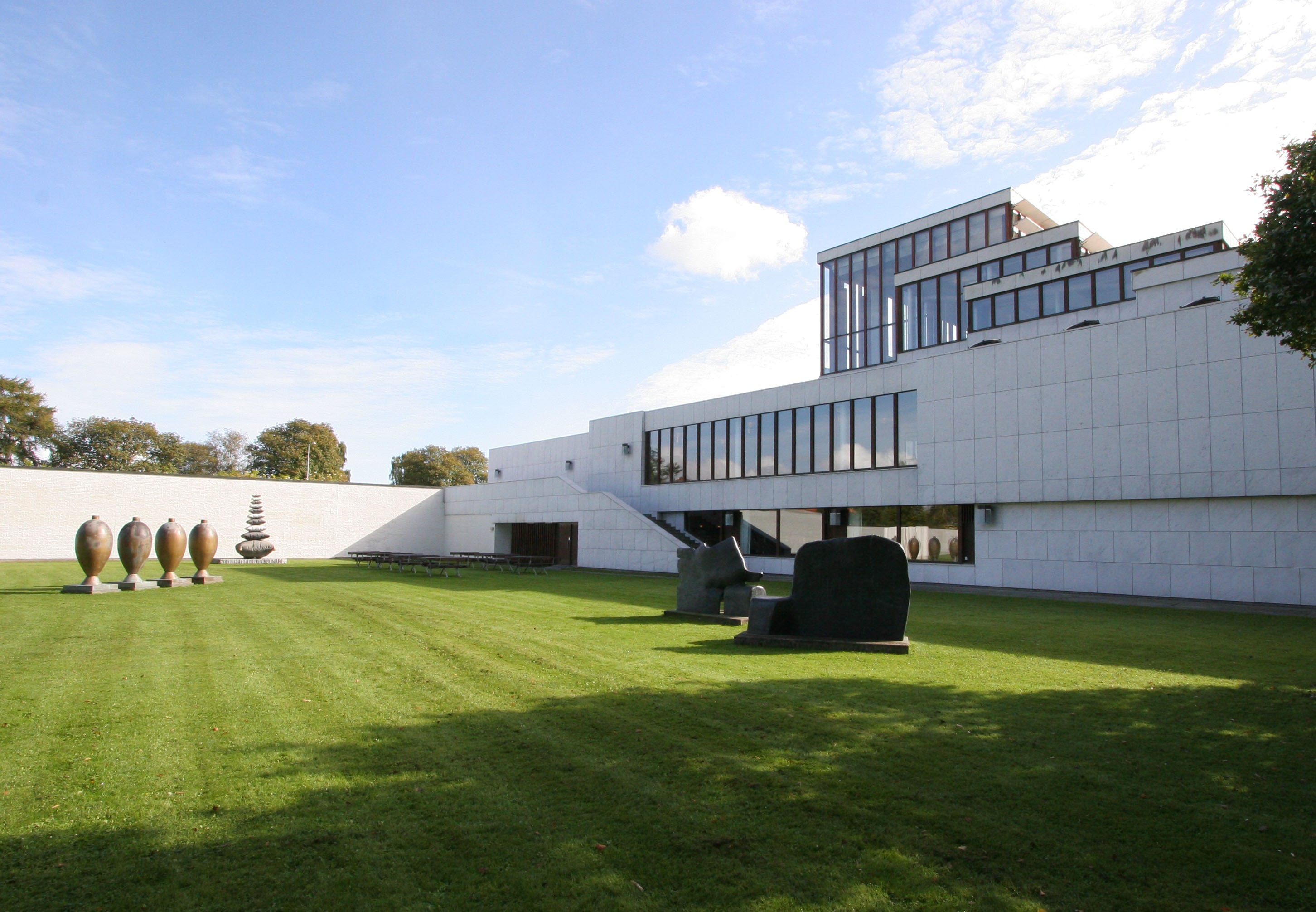
KUNSTEN Museum of Modern Art Aalborg (1958–72)
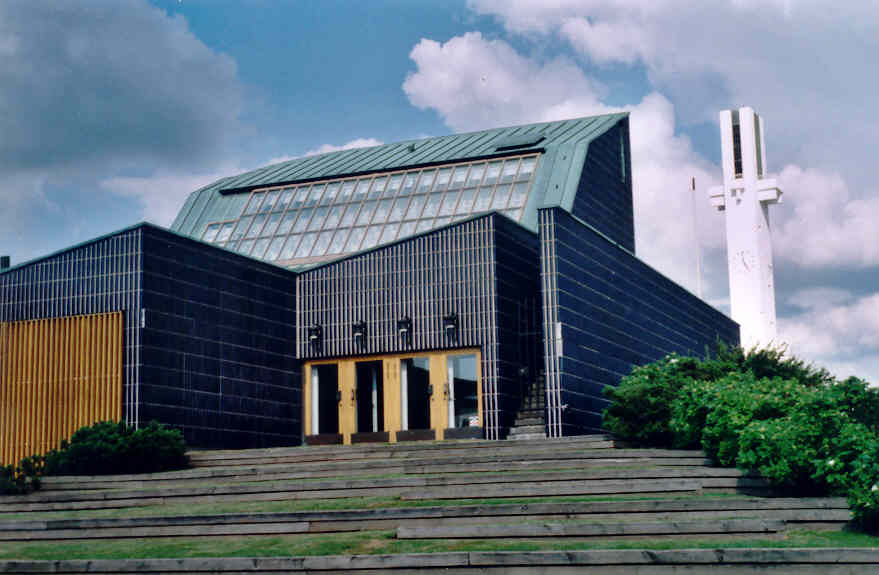
Stadshusets baksida i Aaltocentrum i Seinäjoki.
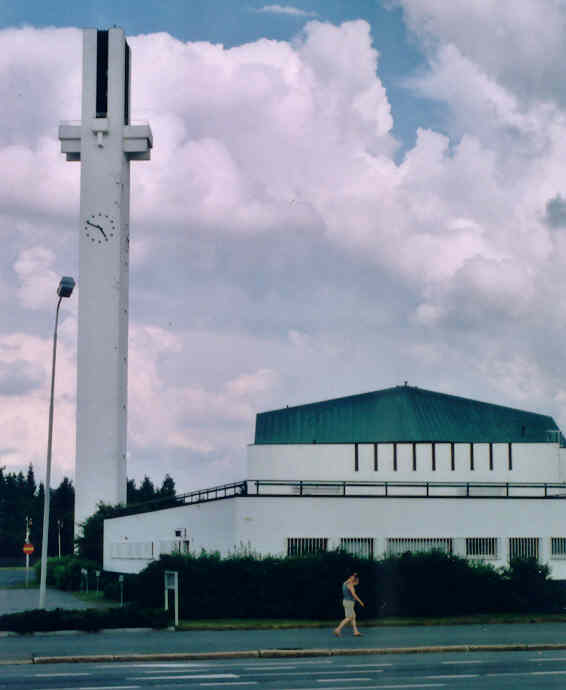
Korset på slätten (1960), kyrkan i Aaltocentrum i Seinäjoki.
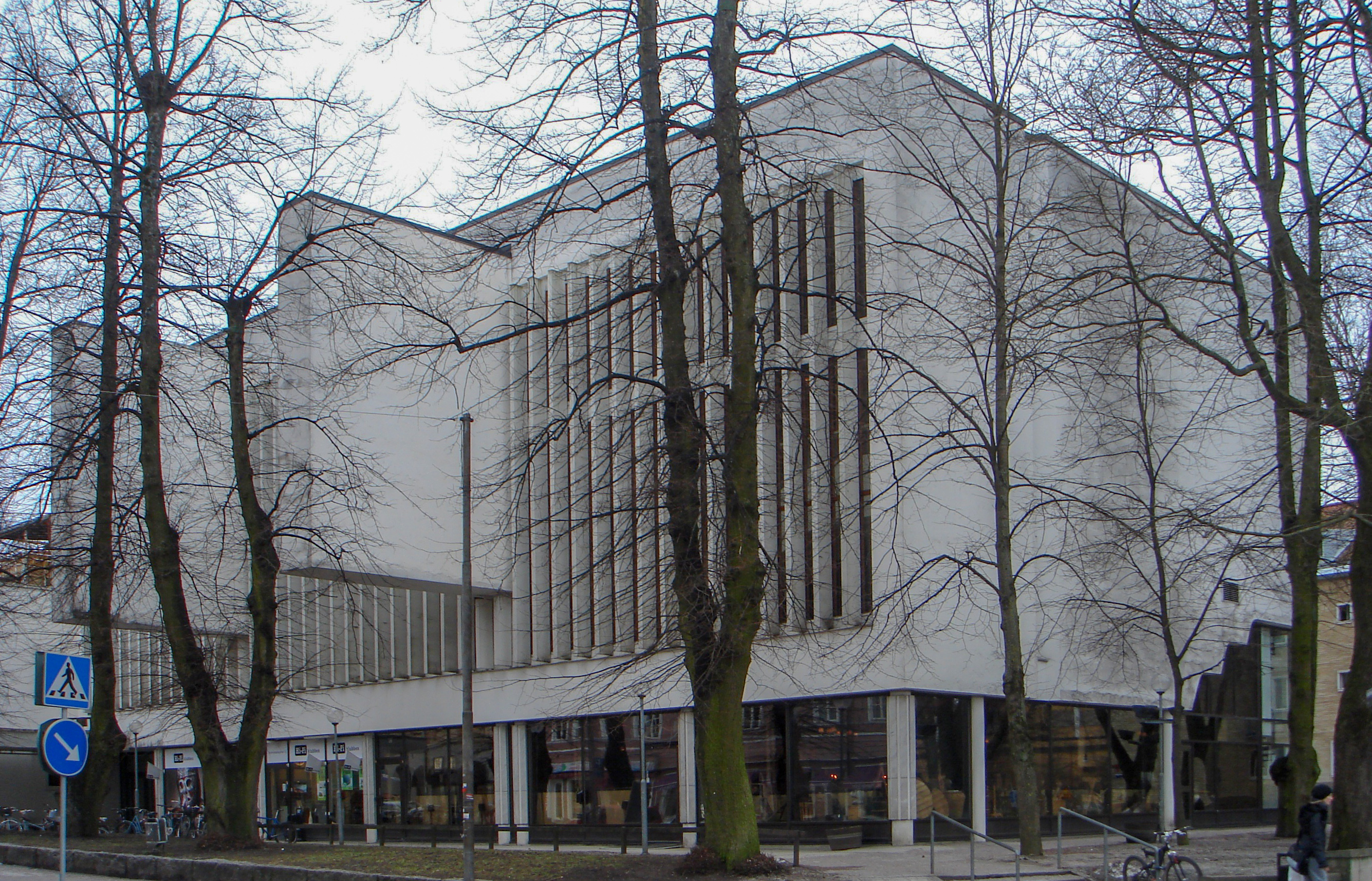
Västmanlands-Dala nation (1965) i Uppsala. Notera att den inglasade lokalen på bottenplan är en senare tillbyggnad.
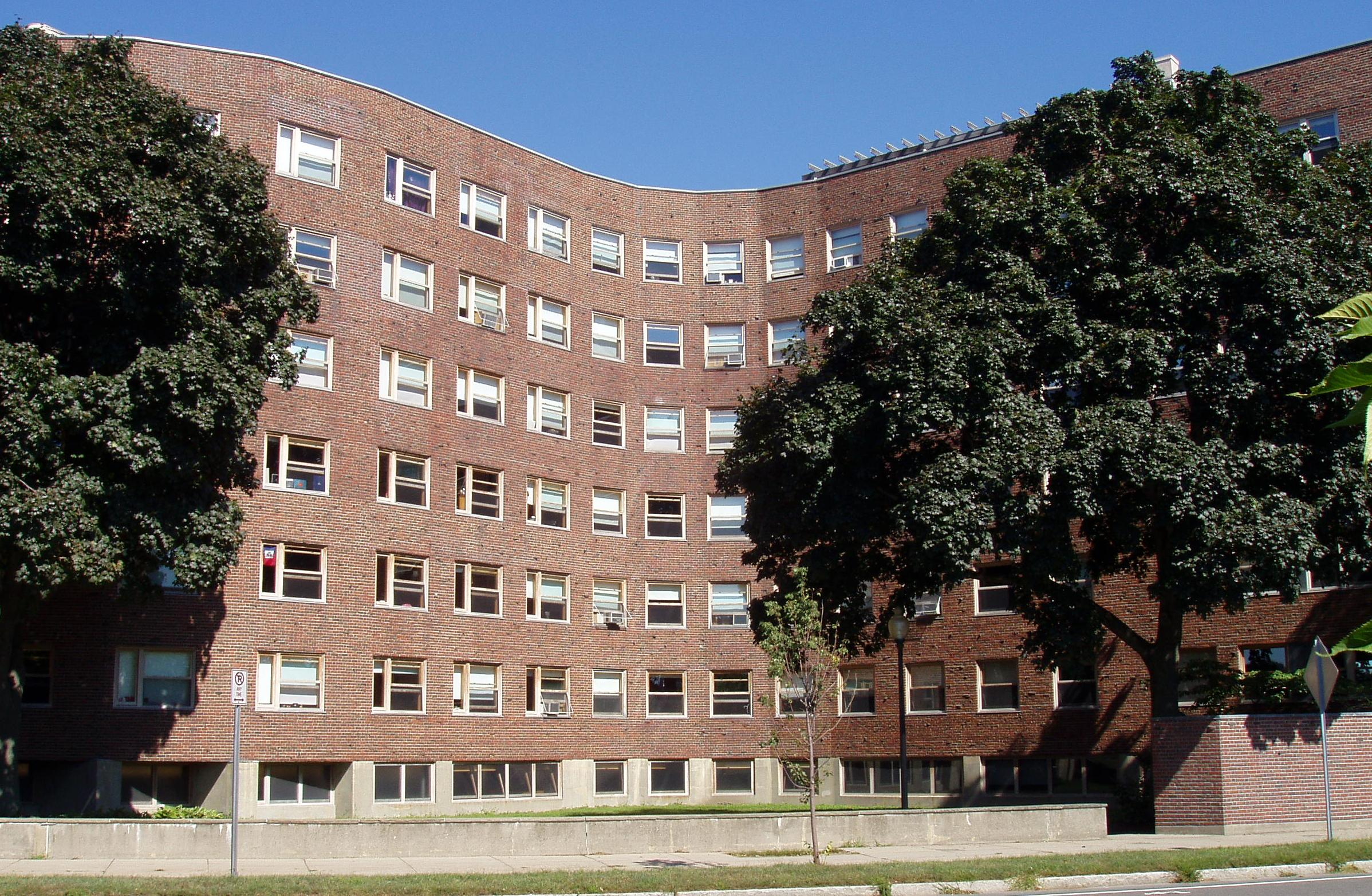
Baker House (1949) Massachusetts Institute of Technology, Cambridge, Massachusetts, USA.
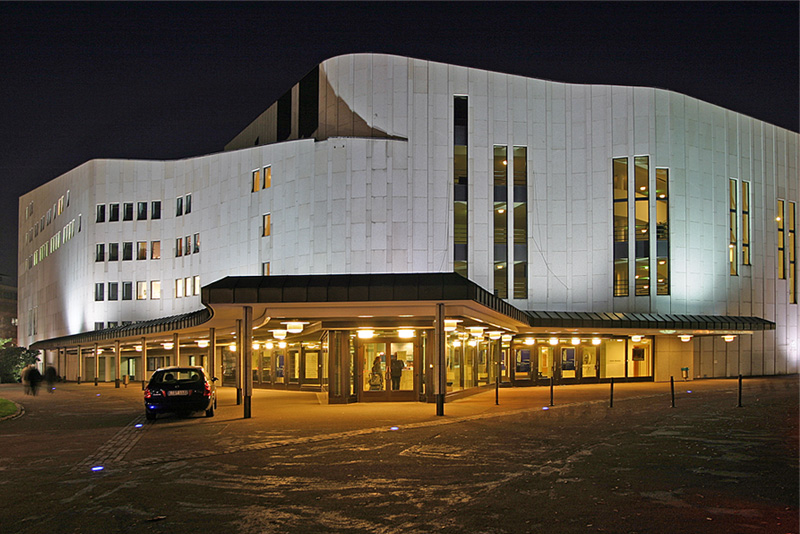
Aalto-Theater i Essen (1959/1988)
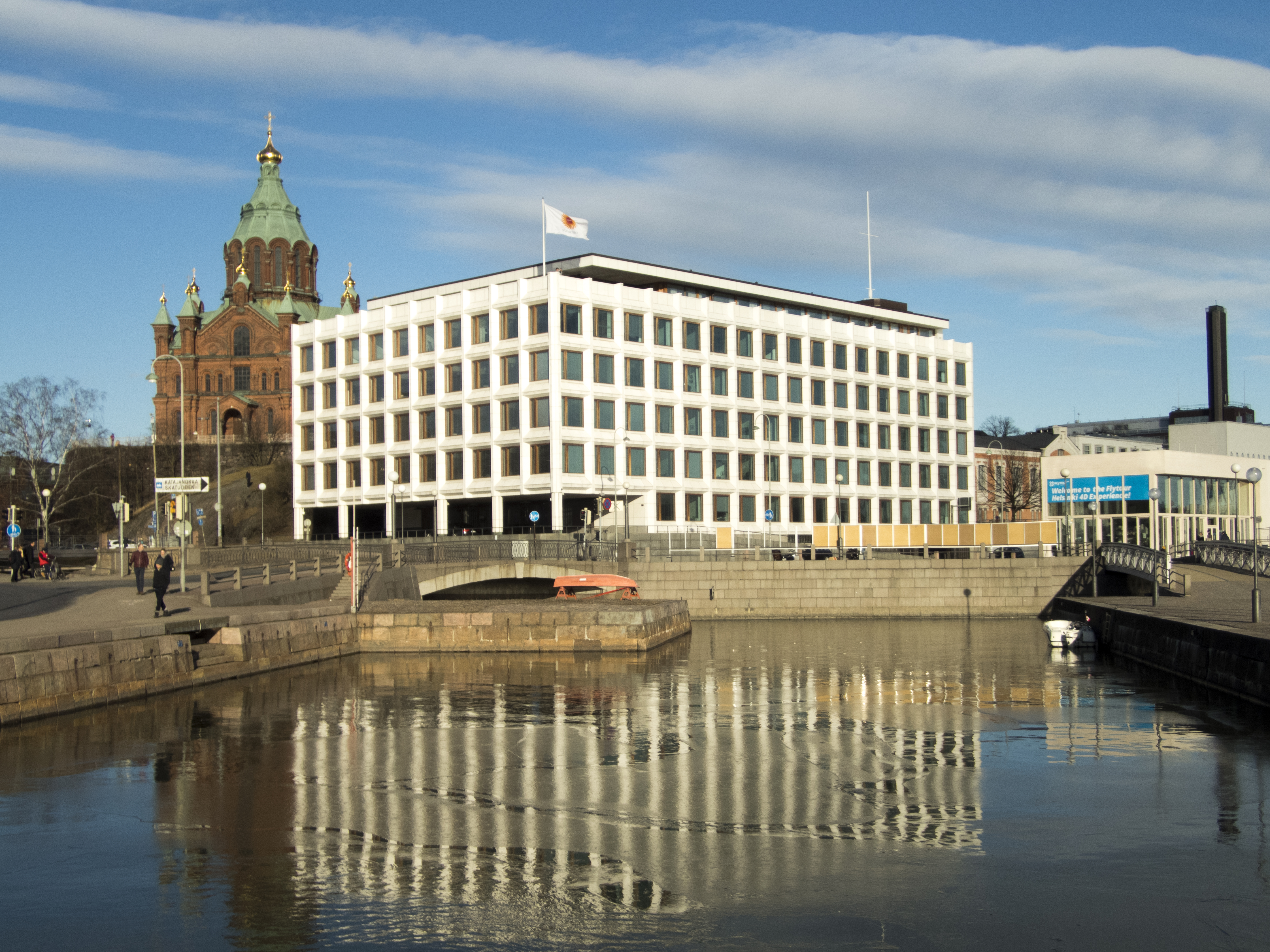
Stora Ensos huvudkontor
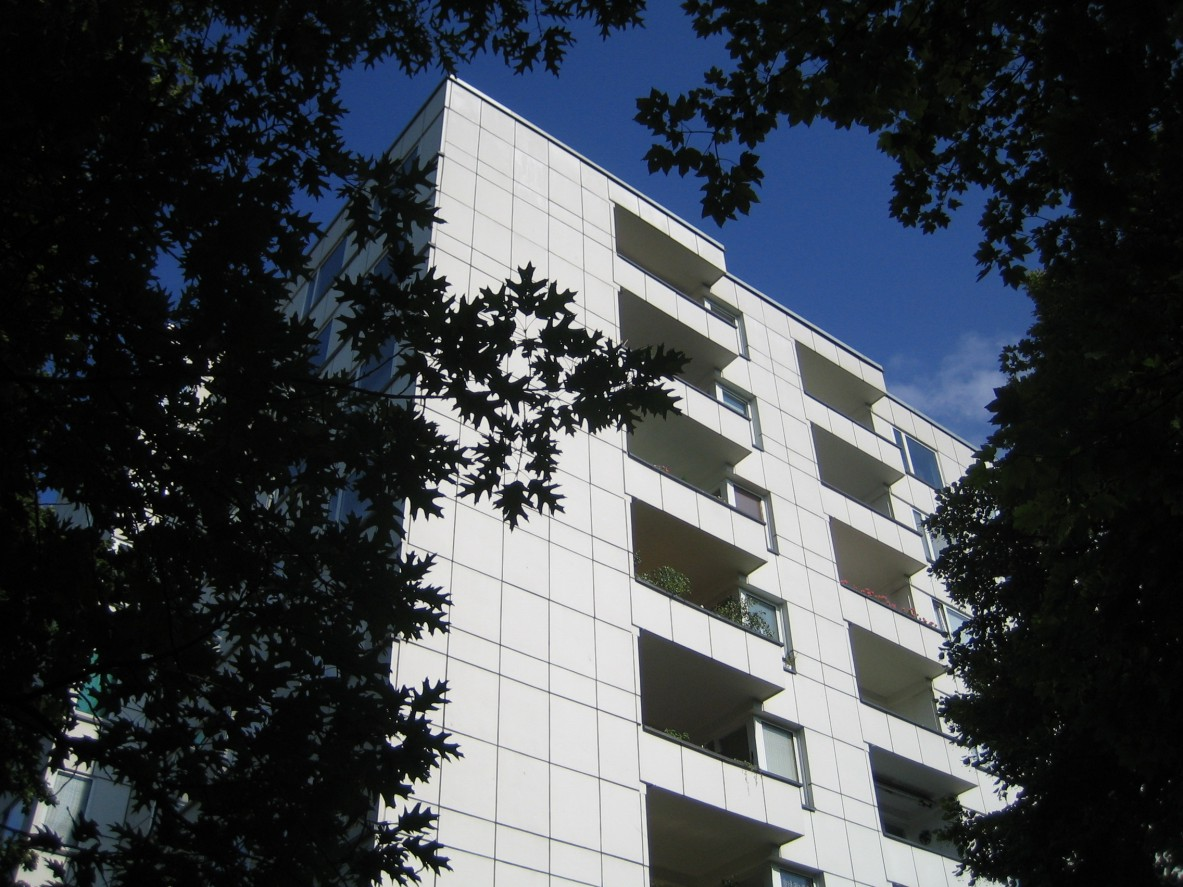
Bostadshus i Hansaviertel
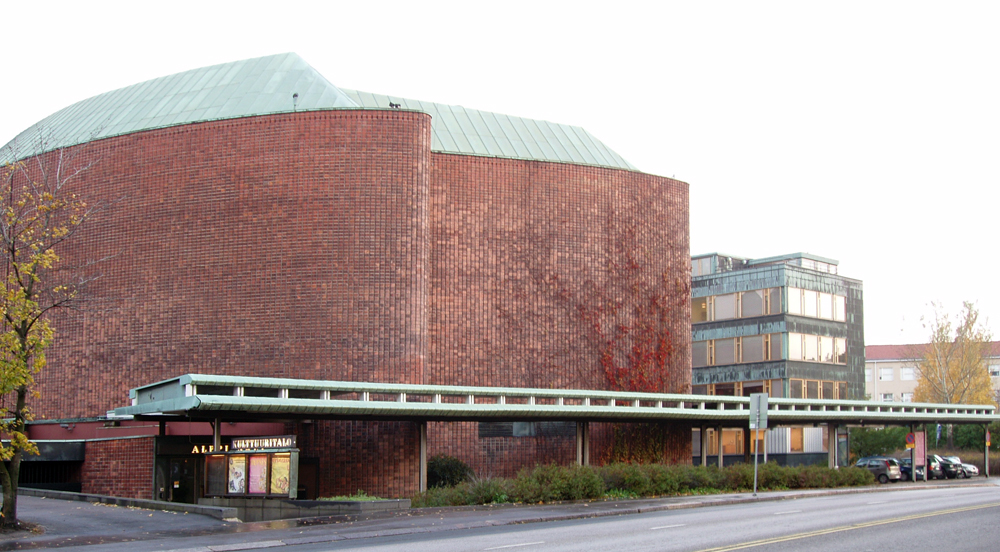
Kulturhuset i Helsingfors

## Utmärkelser
- 1939 Chevalier de la Légion d'honneur, Frankrike
- 1949 Suomen Kultuurirahaston suurpalkinto, Finland
- 1953 Akademisk Arkitektforenings Aeresmedaille, Danmark
- 1954 Prins Eugen-medaljen, Sverige
- 1957 The Royal Gold Medal of Architecture, Storbritannien
- 1958 SAFA:n kultaplaketti, Finland
- 1962 Sonningpriset, Danmark
- 1963 AIA:s guldmedalj – The Gold Medal of the American Institute of Architects, USA
- 1963 Svenska Arkitekters Riksförbunds guldkub, Sverige
- 1963 Cordón del Calli de Oro, Sosiedad de Arquitectos Mexicanos, Mexiko
- 1967 Virginias universitets Thomas Jefferson-medalj, USA
- 1969 Litteris et Artibus, Sverige
- 1972 Grande Medaille d'Or d l'Academie d'Architecture pour 1972, Paris, Frankrike